# دوري المقاطعات الشمالي الغربي 2001–02
دوري المقاطعات الشمالي الغربي 2001–02 هو موسم من دوري المقاطعات الشمالي الغربي. فاز فيه Kidsgrove Athletic F.C. ‏.